# アレグザンダー・ウィーロック・セイヤー
アレグザンダー・ウィーロック・セイヤー（Alexander Wheelock Thayer, 1817年10月22日 マサチューセッツ州ネイティック南部 – 1897年7月15日 トリエステ）は、アメリカ合衆国の司書・ジャーナリスト。史料研究に基づきベートーヴェンの学術的な伝記を最初に執筆した作家として、今なお音楽史上に燦然たる名を残しており、時にアメリカ合衆国における音楽学の事実上の始祖と看做されている。セイヤーのベートーヴェン伝は、その内容の正確さや信頼性から、発表から幾歳月を重ねた現在も、ベートーヴェンに関する基礎資料として言及されている。

## 生涯
ハーヴァード大学ロースクールの司書であったが、アントン・シントラー（ベートーヴェンのもと筆耕）によるベートーヴェン伝（1840年発表）の数々の矛盾点に気付く（ベートーヴェン研究家が、シントラーの作り話や、信頼感のなさを積極的に指摘するのはその後のことである）。1849年にヨーロッパに渡り、ドイツ語を学習し情報を蒐集して独自の研究に取り掛かる。ジャーナリズムで生計を立てつつ、何かと困窮した末に、ついにトリエステのアメリカ領事に任命され、力作を追究することが可能になる。
自身のドイツ語によるベートーヴェン伝の初版は、1866年から1879年にかけて3冊に分けて公表され、1816年までのベートーヴェンが扱われている。セイヤーの没後に、先ずはその僚友Hermann Deitersによって、Deiters自身が死去するとフーゴー・リーマンによって、セイヤーの覚書に基づく第4巻（1907年）と第5巻（1908年）が出版された。この2冊では、1817年からベートーヴェンの没年までが扱われている。
セイヤーによるベートーヴェンの評伝は、伝記に調査・分析・精度の近代的な規準をもたらし、伝記の水準を向上させた。1865年にセイヤーは次のように記している。
自分は理論のために戦ったのでもないし、依怙贔屓しようとしたのでもない。自分の唯一の観点は、真理である。
1921年に英語版をまとめた音楽評論家のクレービールは、すでに1917年にセイヤーについて次のように評している。
勤勉さ、熱心さ、分析力の鋭さ、虚心坦懐・公平無私な人柄によって、（セイヤーは）接したすべての人々の信頼を勝ち得たのである。もっとも、文士ぶった大ぼら吹きの場合は別だろうが、それがでっち上げた絵空事すら、歴史の真実に対する関心によってセイヤーは熱心に打ち破ろうとしたのだ。
セイヤーのベートーヴェン伝の最新版は、エリオット・フォーブズによって校正・改訂されている。

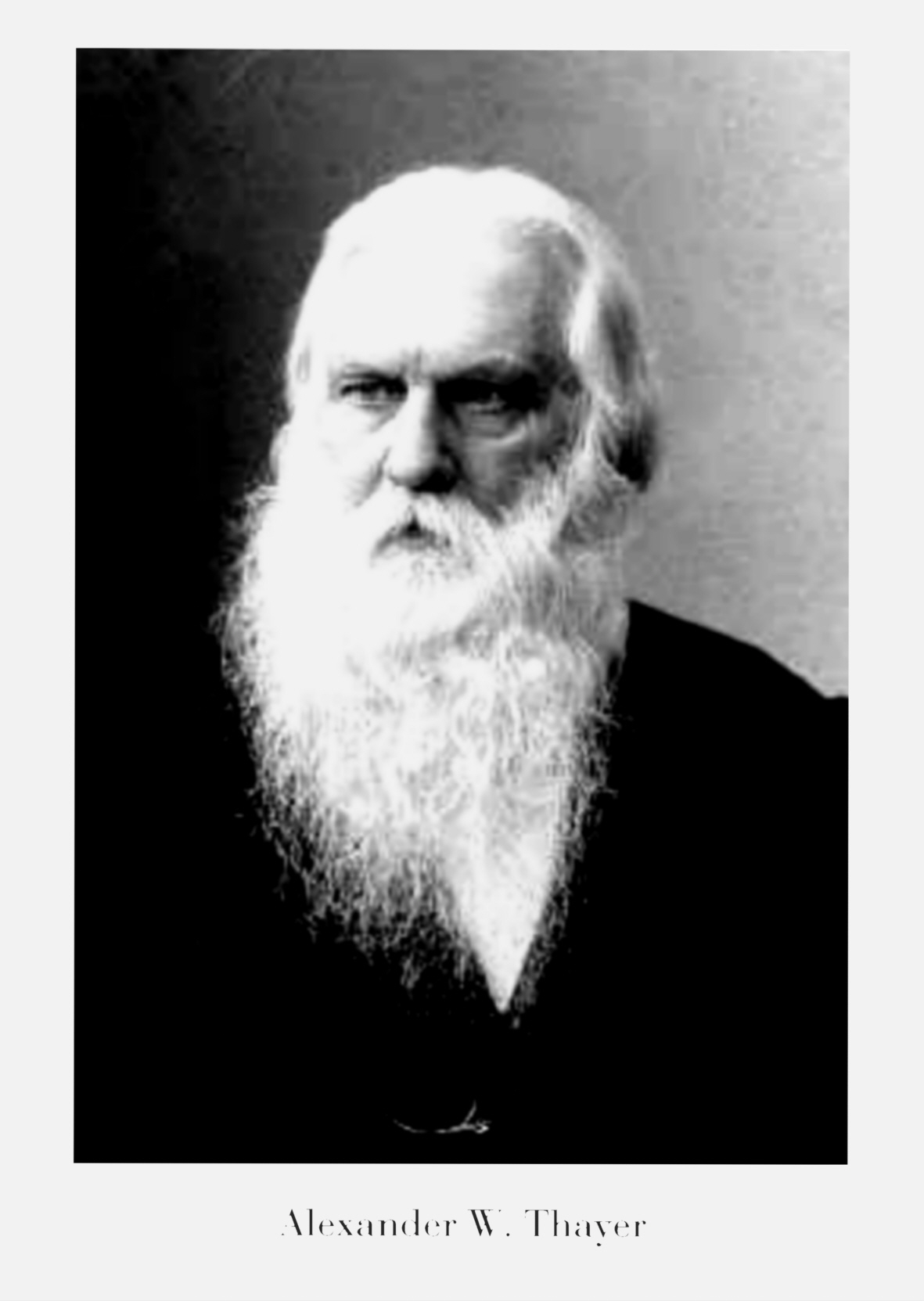
1890年頃のセイヤー

## 著作
- Thayer, A. W., rev and ed. Elliot Forbes. Thayer's Life of Beethoven. (2 vols.) Princeton: Princeton University Press. ISBN 0-691-09103-X